# Дрэган, Мирча
Мирча Дрэган (рум. Mircea Drăgan; 3 октября 1932, с. Гура-Окницей (ныне жудец Дымбовица, регион Валахия, Румыния — 31 октября 2017, Михаести, Вылча, Румыния) — румынский режиссёр и сценарист.

## Биография
Выпускник института театра и киноискусства (IATC) в Бухаресте (1951—1955).
В период творческой активности с 1955 по 1992 год снял 23 кинофильма. Специализировался на съёмке исторических киноэпопей.
Свой первый полнометражный фильм «За елями» (Dincolo de brazi) снял в соавторстве с Михаем Якобом, который написал сценарий фильма.
С 1964 года Драган преподаватель на кафедре киносъёмки в своей альма-матер, позже был назначен деканом.
Его фильм «Жажда» в 1961 году был удостоен Серебряной премии на II Московском Международном кинофестивале.
Входил в состав жюри на IV Московском международном кинофестивале.
Фильм Дрэгана «Взрыв» (1972) на VIII Московском международном кинофестивале получил Почётный диплом.

## Личная жизнь
Был женат на актрисе Иоане Дрэган (род. 1937).

## Фильмография

### Режиссёр
- 1992 — Нападение в библиотеке / Atac in biblioteca
- 1988 — Кирица в Яссах / Chirita la Iasi
- 1986 — Помещица Кирица / Cucoana Chirita
- 1984 — Ралли / Raliul
- 1983 — Возвращение Влашинов / Intoarcerea Vlasinilor
- 1982 — Уход Влашинов / Plecarea Vlasinilor
- 1981 — Мир без неба / O lume fara cer
- 1978 — Руки Афродиты / Bratele Afroditei
- 1977 — Аурел Влайку / Aurel Vlaicu
- 1977 — Гнездо саламандр / Cuibul salamandrelor (с Италией)
- 1974 — Штефан Великий – 1475 год / Stefan cel Mare
- 1973 — Братья Ждер / Fratii Jderi
- 1972 — Взрыв / Explozia
- 1971 — Оперативная группа в горах и на море / B.D. la munte si la mare
- 1971 — Оперативная группа в тревоге / B.D. în alerta
- 1970 — Оперативная группа действует / Brigada Diverse intra în actiune
- 1968 — Колонна / Columna
- 1966 — Голгофа / Golgota
- 1965 — Род Шоймаров / Neamul Soimarestilor
- 1962 — Лупень, 29 / Lupeni 29
- 1960 — Жажда / Setea
- 1957 — За елями / Dincolo de brazi

### Сценарист
- 1981 — Мир без неба / O lume fara cer
- 1974 — Штефан Великий – 1475 год / Stefan cel Mare
- 1971 — Оперативная группа в горах и на море / B.D. la munte si la mare
- 1971 — Оперативная группа в тревоге / B.D. în alerta
- 1970 — Оперативная группа действует / Brigada Diverse intra în actiune
- 1970 — Замок обречённых / Castelul condamnatilor
- 1966 — Голгофа / Golgota